# Àngela Anaconda
Angela Anaconda és una sèrie de televisió infantil d'animació creada per Joanna Ferrone i Sue Rose que es va emetre originalment entre 1999 i 2001. Se'n van fer 65 episodis.
Va guanyar els premi a millor programa d'animació al festival d'Annecy l'any 2000. I també va guanyar el premi Gemini de l'Acadèmia Canadenca de Cinema i Televisió el mateix any.
Aquesta sèrie ha sigut doblada al català i va ser estrenada al canal K3 el 26 de març de 2002.

## Sinopsi
La sèrie se centra en les aventures d'una nena de vuit anys anomenada Àngela a la ciutat fictícia de Tapwater Springs. Altres personatges importants són els tres millors amics de l'Àngela i diversos antagonistes.

## Producció

### Concepció
Creat per Joanna Ferrone i Sue Rose, Àngela Anaconda va començar com una sèrie de curts del programa de comèdia d'esquetxos de Nickelodeon, KaBlam! Decode Entertainment i CORE Digital Pictures van desenvolupar Àngela Anaconda com una sèrie independent amb una durada més llarga el 1999.

### Animació
Una dels trets més singulars i originals d'aquesta sèrie és el seu estil d'animació amb retalls. Els personatges són creats amb fotografies en blanc i negre. L'estudi de producció, CORE Digital Pictures, va utilitzar el programari Elastic Reality per superposar les fotografies de les cares dels models a cossos i fons generats per ordinador.

## Emissió
El programa es va emetre a Fox Family Channel, Nickelodeon i Starz Kids and Family als Estats Units d'Amèrica. Teletoon el va emetre al Canadà. A nivell internacional, la sèrie es va emetre a Nickelodeon. Al Regne Unit, Àngela Anaconda es va emetre a Cartoon Network, Channel 4 i Pop. A França, hi ha un canal d'Àngela Anaconda disponible a Pluto TV.
Als Països Catalans ha sigut emesa als canals K3 i Super3.